# الصروح (مذيخرة)

تعديل مصدري - تعديل

الصروح محلة تابعة لقرية بني عمر، التابعة لعزلة الافيوش بمديرية مذيخرة إحدى مديريات محافظة إب في الجمهورية اليمنية، بلغ تعداد سكانها 20 حسب تعداد اليمن لعام 2004.